# Tony Romo
Antonio Ramiro "Tony" Romo (San Diego, 21 de abril de 1980) é um ex-jogador de futebol americano que atuava como quarterback na National Football League e atual comentarista esportivo para a CBS. Ele se aposentou oficialmente em 4 de abril de 2017. Logo após sua aposentadoria, assinou com a CBS Sports como comentarista, substituindo Phil Simms ao lado de Jim Nantz.

## Carreira como profissional

### Dallas Cowboys

#### Temporadas de 2003 a 2006
Depois de uma boa carreira na Eastern Illinois University, Romo participou dos Combine mas, apesar de impressinar os olheiros, ele não foi draftado em 2003. Durante o draft, Romo foi avisado do interesse do Cowboys (Romo também despertou o interesse de Denver), e depois do draft ele assinou um contrato free-agent com o Cowboys. Romo se tornou então o terceiro quarterback do time atrás de Quincy Carter e Chad Hutchinson. Em 2004, o Cowboys dispensou o quarterback Chad Hutchinson e assinou com o veterano Vinny Testaverde e fez uma troca com Houston para conseguir Drew Henson. Romo viu que podia ser cortado mas foi Quincy Carter que acabou sendo dispensado. Em 2005 Vinny Testaverde foi liberado por Dallas, e o Cowboys assinou com o veterano Drew Bledsoe, o oitavo quarterback do Cowboys desde 2000.
Romo teve sua primeira chance de brilhar em 2004, quando (como terceiro QB do rosters) ele correu para o touchdown da vitória no final do jogo contra o Oakland Raiders. Feito quarterback n° 2 em 2005, Romo teve boas pré-temporadas em 2005 e 2006. Na off-season de 2006, Sean Payton (feito Head Coach do New Orleans Saints), ofereceu uma escolha na terceira rodada do draft por Romo, mas Jerry Jones se recusou, pedindo nada menos que uma escolha de segunda rodada. Romo eventualmente assumiu a vaga de titular como quarterback depois que Drew Bledsoe deixou o jogo contra o New York Giants em 23 de outubro de 2006.
Seu primeiro passe como titular foi em 1 de outubro contra o Houston Texans em um passe de 33 jardas para Sam Hurd. Seu primeiro passe para touchdown foi para o WR Terrell Owens. Sua primeira vitória veio num Sunday Night Football contra o Carolina Panthers por 35 a 14.
Em 19 de novembro de 2006 Romo liderou o Cowboys na vitória sobre o Indianapolis Colts, o único time invicto até então naquele ano. Romo completou 19 de 23 passes no jogo contra o Colts por 21 a 14. Apenas quatro dias depois, Romo ajudou o Cowboys a vencer o Tampa Bay Buccaneers por 38 a 10 no Thanksgiving Day. Romo acertou 22 de 29 passes para 306 jardas e fez cinco touchdowns sem interceptações.
Romo ajudou o Cowboys a chegar aos playoffs, a segunda vez desde que Bill Parcells assumiu o time em 2003. Ele terminou a temporada de 2006 com 220 passes completados em 337 passes tentados para 2,903 jardas, 19 touchdowns e 13 interceptações, com um rating de 95.1.

#### Temporada de 2007

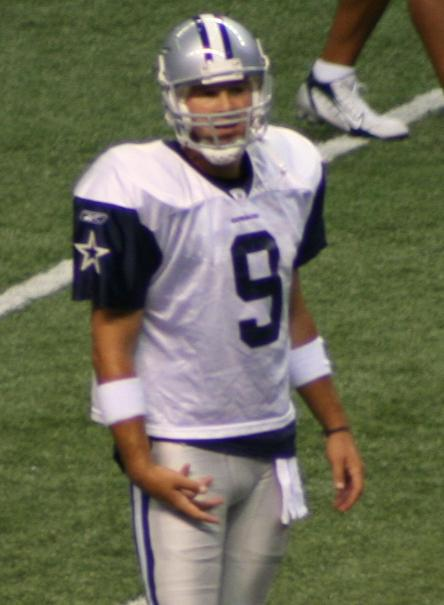
Tony Romo em 2007.

Romo começou a temporada de 2007 com quatro touchdowns e mais um TD terrestre, na vitória sobre o New York Giants por 45 a 35. Suas 345 jardas na Semana 1 foi a melhor marca da NFL. Na Semana 2, Romo lançou para 186 jardas e dois touchdowns na vitória sobre os Dolphins em Miami. Romo manteve a boa forma lançando 329 jardas e marcando dois touchdowns na Semana 3 na vitória por 34 a 10 contra Chicago. Na semana seguinte, ele passou para 339 jardas e fez três touchdowns na vitória por 35 a 7 contra o St. Louis Rams. Ele também correu para um touchdown. Em quatro semanas, Romo passou para 1199 jardas e fez 13 touchdowns (11 aéreos e 2 terrestres).
Na Semana 5 da temporada em um Monday Night Football contra o Buffalo Bills, Romo lançou cinco interceptações (quatro no primeiro periodo, sendo duas retornadas para touchdown) e ainda sofreu um fumble. Ele é o segundo jogador na história do Monday Night Football a lançar cinco interceptações e aindna ganhar. O outro fora Wade Wilson. Ao final da temporada ele já havia acumulado 4,211 jardas (terceiro na NFL) e 36 passes para touchdown (só atras de Tom Brady que lançou 50 TDs). Seu rating ficou em 97.4, a quinta melhor marca da NFL naquele ano atrás apenas de Brady, Ben Roethlisberger, David Garrard e Peyton Manning.
Em 29 de outubro, Romo acertou uma extensão de contrato de 6 anos valendo US$67.5 milhões de dolares com o Cowboys.
Em 29 de novembro contra o Green Bay Packers, um jogo contra dois times com 10 vitórias em 11 jogos, Romo lançou quatro touchdowns (sendo 33 TDs naquela temporada), quebrando o recorde de Danny White (29 TDs) de 1983. Em 22 de dezembro contra o Carolina Panthers, Romo se tornou o primeiero quarterback do Cowboys a ter uma temporada com mais de 4,000 jardas. Em 30 de dezembro, contra o Washington Redskins, Romo quebrou o recorde do Cowboys ao completar 335 passes, num passe para Jason Witten. O Cowboys terminou a temporada com uma campanha de 13 vitórias e 3 derrotas.
Em 13 de janeiro o Cowboys enfrentou o New York Giants no Division Playoff Game, mas Romo foi incapaz de dar a vitória a seu time, lançando uma interceptação numa quarta decida para encerrar o jogo em 21 a 17.

#### Temporada de 2008

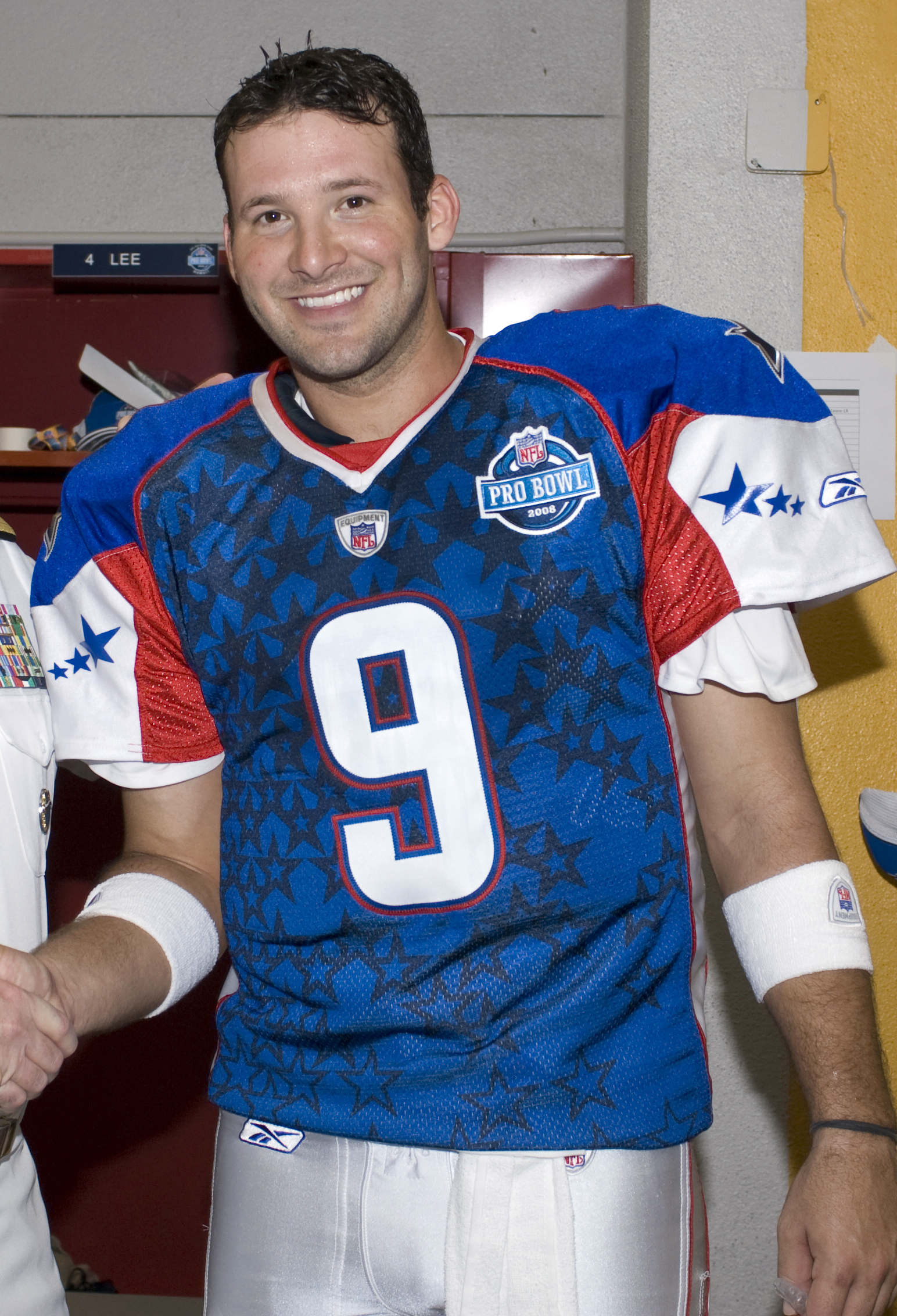
Romo em 2008.

Em 7 de setembro de 2008, Romo liderou o Cowboys na vitória por 28 a 10 sobre o Cleveland Browns no começo da temporada. Romo completou 24 de 32 passes para 320 jardas e um touchdown. Romo acabou se machucando naquele jogo.
Em 15 de setembro de 2008, Romo liderou o Dallas Cowboys em uma grande vitória por 41 a 37 sobre o Philadelphia Eagles no segundo jogo da temporada de 2008. Romo completou 21 de 30 passes para 312 jardas e três touchdowns. Os 54 pontos no primeiro tempo entre Cowboys e Eagles foi o maior número de pontos anotados na metade do jogo do Monday Night Football.
Romo e o Cowboys iriam vencer os três primeiros jogos da temporada antes de perder para o Washington Redskins. E depois de vencer o Cincinnati Bengals, Romo saiu machucado contra o Arizona Cardinals. O Cowboys, sob a liderança do QB reserva Brad Johnson, perdeu dois dos próximos três jogos, perdendo para o St. Louis Rams, vencendo o Tampa Bay Buccaneers e perdendo novamente para o New York Giants.
No terceiro jogo de playoff da carreira de Romo, em 28 de dezembro de 2008, o Cowboys perdeu para o Philadelphia Eagles por 44 a 6. Romo cometeu três turnovers no jogo e completou 21 de 39 para 183 jardas e sem touchdowns. A derrota combinada com a performance de Romo em dezembro na carreira (5 vitórias e 8 derrotas) levantou muitas questões sobre a capacidade de Romo em levar seu time a um Super Bowl.

#### Temporada de 2009
Romo liderou o Cowboys na vitória por 34 a 21 sobre o Tampa Bay Buccaneers na abertura da temporada de 2009. Romo completou 16 de 27 passes para 353 jardas e ainda fez três touchdowns.
Romo e o Cowboys foram então derrotados na Semana 2 pelo New York Giants no jogo de estréia do novo Cowboys Stadium. Romo completou 13 de 29 passes para 127 jardas e um touchdown. Ele também lançou três interceptações, uma delas retornada para touchdown pelo Giants. A derrota trouxe rumores de que ele podia perder a condição de titular e o Hall of Famer Tony Dorsett criticou o comportamento de Romo em jogos importantes.

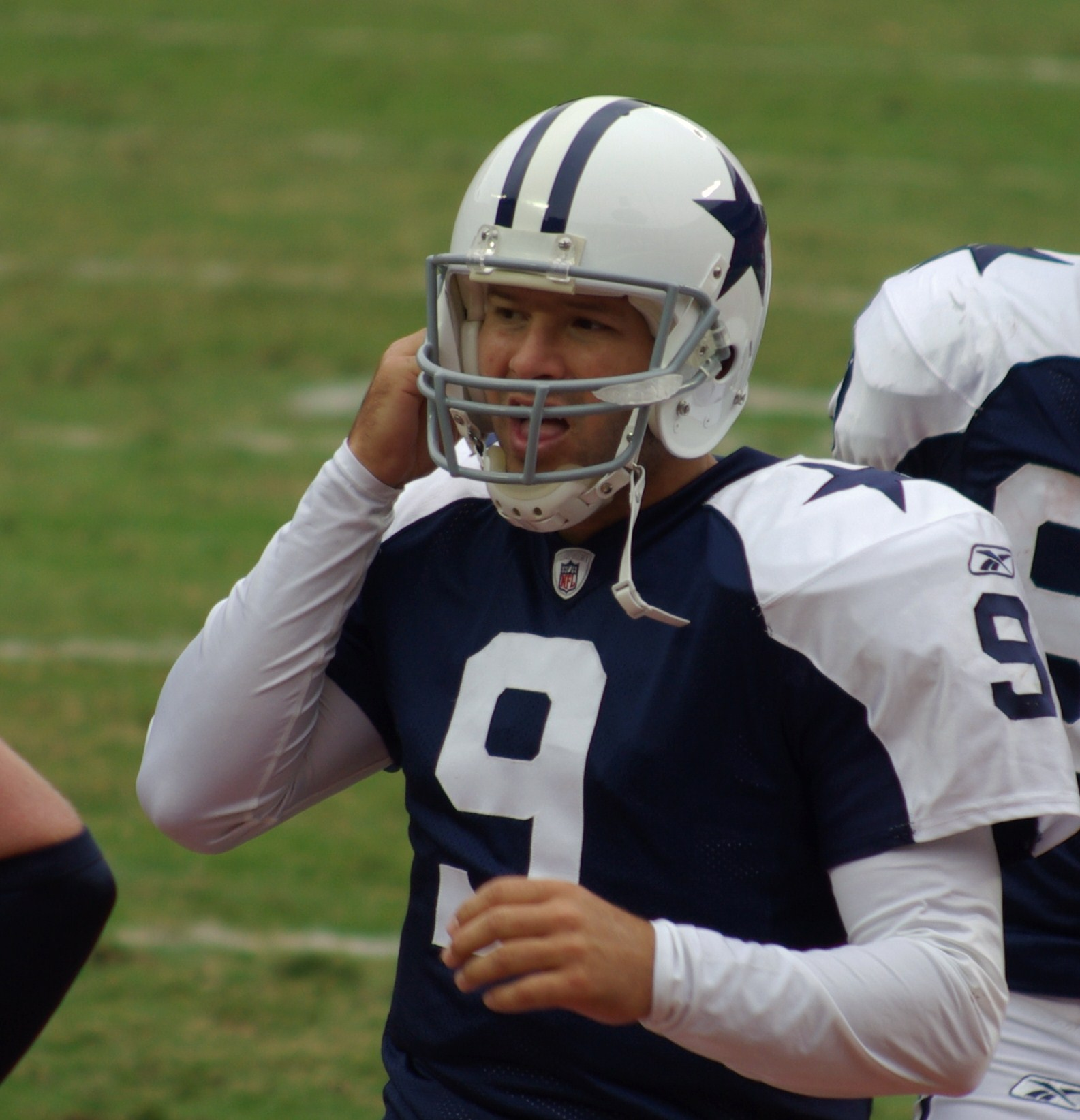
Romo em 2009.

Romo foi citado dizendo "fomos superados" contra o Denver Bronco que parou totalmente o ataque terrestre e aéreo do Cowboys. Mas ele conseguiu completar um passe de 53 jardas para Sam Hurdno final do segundo tempo mas falhou nas próximas três jogadas para tentar marcar na endzone que leveria o jogo para a prorrogação. Ele foi citado mais uma vez dizendo "nós precisamos melhorar."
Em dezembro, Dallas enfrentou o New York Giants fora de casa, e Romo teve o melhor jogo da carreira em jardas com 392, junto com três touchdowns naquela derrota.
Depois de vários chutes errados pelo kicker Nick Folk devido a problemas com o holder Mat McBriar, Romo voltou a ser o holder principal do time contra o San Diego Chargers pela primeira vez desde 2006.
Na semana 15, Romo liderou o Cowboys derrotou o então invicto New Orleans Saints (13-0) onde ele lançou para 312 jardas e um touchdown. Em 2006, ele conseguiu vencer também o então invicto Colts (10-0).
Romo terminou a temporada de 2009 como o primeiro quarterback do time a jogar todos os 16 jogos inteiros. Ele também quebrou o próprio recorde com 4,483 jardas e se tornou o primeiro QB do Cowboys a ter uma temporada com mais de 20 touchdowns e menos de 10 interceptações. Seus oito jogos com 300 jardas estabeleceu um novo recorde da franquia que ele mesmo havia estabelecido em 2007.
O Dallas Cowboys se tornou o campação da divisão NFC East ao derrotar o Philadelphia Eagles, sendo esta segundo título de divisão de Romo nas três temporadas em que foi quarterback titular.
Romo teve um rating de 104.9 na vitória por 34 a 14 sobre o Philadelphia Eagles na primeira rodada dos playoffs, sendo está a primeira vitória em pós-temporada do time em 13 anos e também foi sua primeira nos playoffs.
Contudo na semana seguinte  no NFC divisional rounds contra o Minnesota Vikings, Romo sofreu três fumbles, uma interceptação e foi sacado seis vezzes na derrota por 34 a 3.

#### Temporada de 2010
Na semana 5 da temporada de 2010 contra o Tennessee Titans, Romo teve a melhor marca da carreira com seus 406 jardas e mais três touchdowns. Contudo, ele lançou duas interceptações no quarto período, o que resultou na derrota por 34 a 27 em pleno Cowboys Stadium. Na semana seguinte, Romo e o Cowboys precisavam de uma vitória depois de vencer apenas um jogo em quatro partidas e estavam em último lugar na divisão. O jogo foi contra o Minnesota Vikings, que tinha a mesma campanha (1-3) e também precisavam de uma vitória. Novamente, Tony lançou para muitas jardas e outros 3 TDs. mas foram também duas interceptações, que custou o jogo pelo placar de 24 a 21.

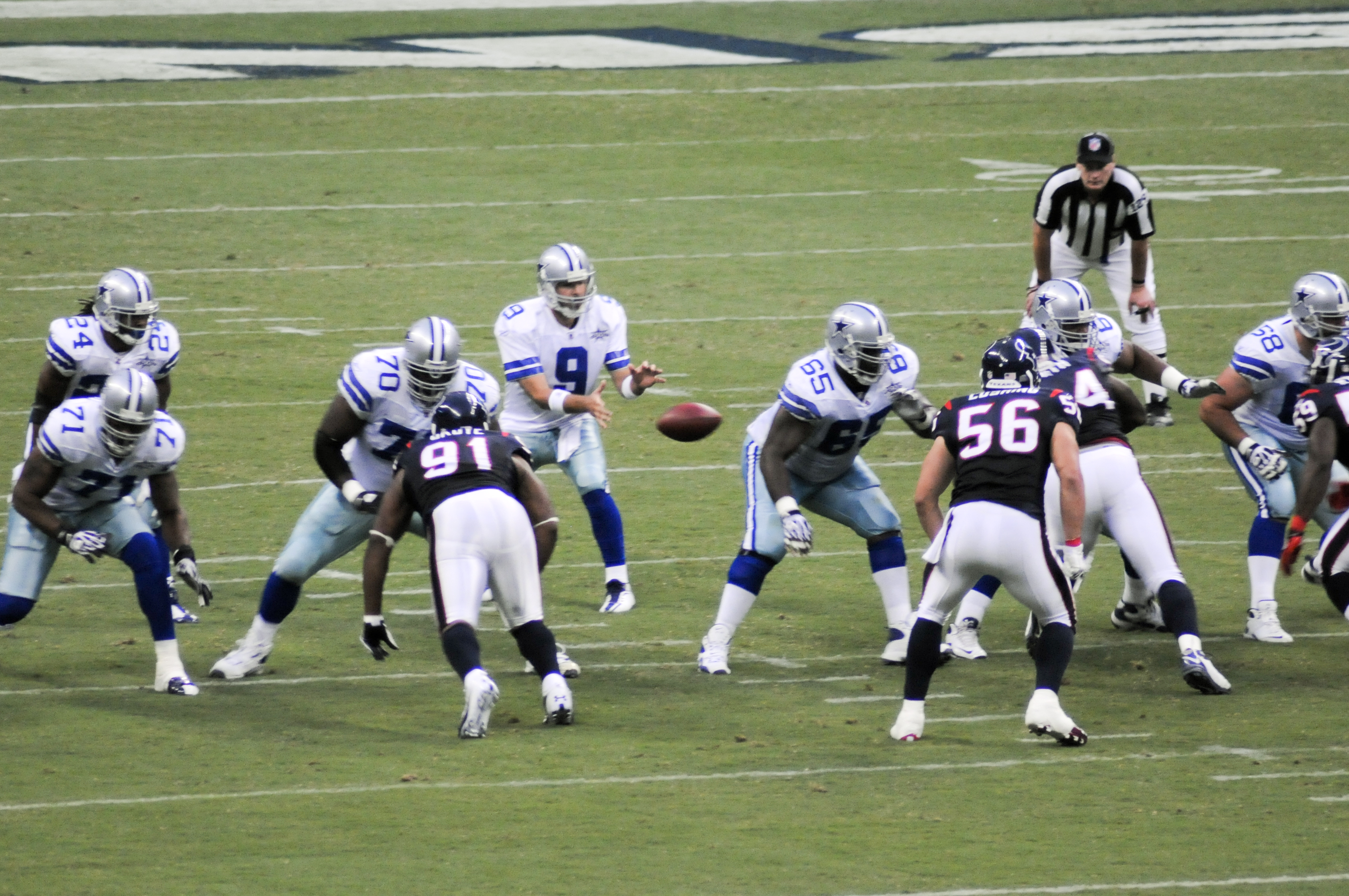
Tony Romo, em 2010, recebendo a bola (na formação shotgun durante um jogo.)

Em 25 de outubro de 2010, em pleno Monday Night Football contra o New York Giants, Romo quebrou a clavícula. Ele foi posto no Injured Reserve em 21 de dezembro de 2010.

#### Temporada de 2011
Romo terminou a temporada de 2011 com 346 passes completados em 522 tentativas (66,3%) para 4 184 jardas, 31 touchdowns e 10 interceptações, com um QB rating de 102.5 em 16 jogos. Esse seu rating foi o quarto melhor da liga, atrás de Aaron Rodgers, Drew Brees e Tom Brady, e também foi o melhor na história dos Cowboys. Sua porcentagem de acerto nos passes, de 66,3%, foi a terceira melhor na NFL, atrás apenas de Rodgers e Brees. As 4 184 somadas no ano também foi a terceira melhor marca da história do time, atrás dos recordes também estabelecidos por ele em 2009 e 2007. Romo também somou 46 jardas correndo com a bola e um 1 touchdown terrestre e foi sackado 36 vezes. Ele conseguiu 4 viradas no último quarto em 2011 (contra os 49ers, os Redskins duas vezes e contra os Dolphins).
Tony Romo anotou 32 dos 39 touchdowns dos Cowboys nesta temporada.

#### Temporada de 2012
Daniel Jeremiah, analista da NFL.com, ranqueou Romo como o 9º melhor quarterback entrando para a temporada de 2012, porém seu ano começou com performances inconsistentes.
Na semana 13, em um jogo contra o Philadelphia Eagles, Romo lançou para 3 touchdowns. O primeiro passe, de 23 jardas para o WR Dez Bryant, foi o 166º TD de Tony Romo na carreira, passando a melhor marca da franquia até então que pertencia a Troy Aikman com 165.
Em 30 de dezembro, Tony e os Cowboys perderam na última semana para o rival Redskins e foram eliminados da temporada, sendo esta a quarta derrota de Romo em um jogo decisivo na carreira em temporada regular. Ele terminou o ano com 28 touchdowns e conseguiu 4 903 jardas aéreas, a melhor marca da carreira.

#### Temporada de 2013
Os Cowboys deram a Romo uma extensão de contrato de 6 anos, valendo US$108 milhões de dólares (incluindo US$25 milhões em bônus). Isso seguraria que o jogador terminaria sua carreira com os Cowboys. Em abril de 2013, ele passou por uma cirurgia nas costas e perdeu boa parte do treinamento de pré-temporada.
A temporada de Tony Romo começou com uma vitória sobre o rival New York Giants, quando ele passou para 263 jardas e lançou para dois touchdowns. Ele acabou saindo do jogo com uma contusão na costela, mas retornou na mesma partida. Já na semana seis, em seu centésimo jogo como titular, Romo alcançou a marca de 27 485 jardas lançadas na carreira, a melhor marca para um quarterback com 100 jogos como titular desde 1960.
Na semana 15, contra o Washington Redskins, com os Cowboys perdendo no quarto período e precisando da vitória para se manter na corrida pelos playoffs, Romo liderou uma campanha de um minuto para marcar o touchdown decisivo garantindo o jogo para sua equipe com o placar de 24 a 23. Após esta partida ele foi diagnosticado com uma hérnia de disco e acabou não jogando mais no ano.

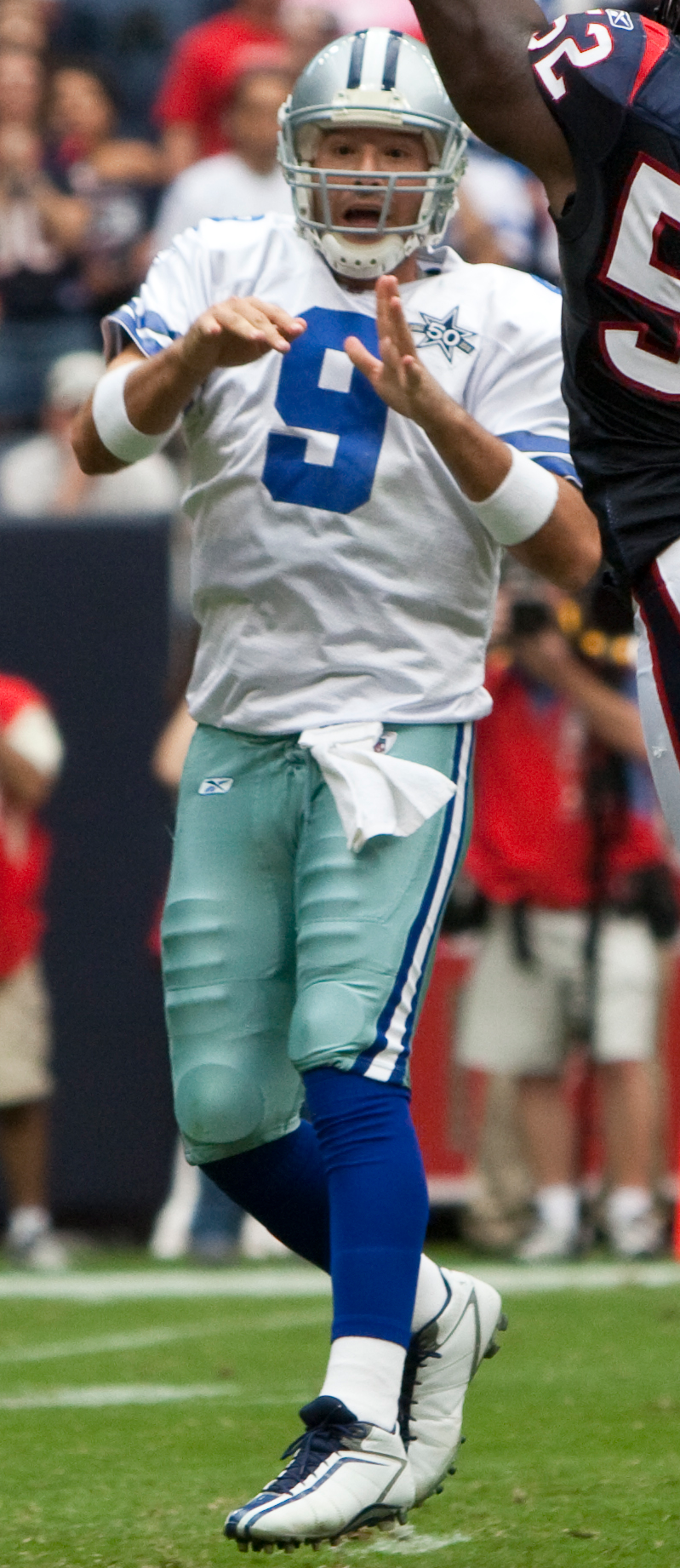
Romo jogando pelos Cowboys.

Romo fez uma nova cirurgia em dezembro de 2013. Garrett então colocou o reserva Kyle Orton no seu lugar e a temporada do Cowboys acabou terminando em fracasso.

#### Temporada de 2014
Após mais um começo de temporada decepcionante (com uma derrota para o San Francisco 49ers), Tony e os Cowboys venceram seis partidas consecutivas e terminaram o ano invicto jogando fora de casa. Apesar de uma contusão nas costelas (que o deixou de fora por uma semana), Romo teve uma das melhores temporadas da carreira, com 34 touchdowns, apenas 9 interceptações e 3 705 jardas lançadas. Dallas terminou o ano com uma campanha de doze vitórias e quatro derrotas. No primeiro jogo da pós-temporada, Romo conseguiu uma bela performance na vitória sobre o Detroit Lions por 24 a 20. Na semana seguinte, no playoff de divisão, em um jogo polêmico devido a uma decisão da arbitragem sobre uma recepção do jogador Dez Bryant (que foi revertida), Tony acabou não conseguindo levar seu time as finais da conferência, caindo diante do Green Bay Packers por 26 a 21.

#### Temporada de 2015
Romo começou 2015 com uma vitória sobre o New York Giants com um passe para Jason Witten. Na semana seguinte veio outro triunfo em cima de outro rival, o Philadelphia Eagles, mas durante o jogo ele se contundiu, quebrando sua clavícula. Com isso, Tony teve que desfalcar seu time por oito semanas. Durante este período, os Cowboys nao ganharam um jogo sequer.
Romo retornou sarado da contusão na semana 11 contra o Miami Dolphins. Apesar de duas interceptações lançadas, Romo completou 18 de 28 passes para 227 jardas e dois touchdowns na vitória por 24 a 14, encerrando a sequência de sete derrotas do seu time.
Os Cowboys foram enfrentar o até então invicto Carolina Panthers na semana 12. Romo lançou três interceptações na primeira metade do jogo, sendo que duas dessas ints foram retornadas pela defesa para touchdown. Ao fim do terceiro período, Tony foi sacado pelo defensor Thomas Davis, resultando em uma nova contusão no ombro, desta vez encerrando sua temporada. Atuando em apenas quatro partidas, ele encerrou 2015 com um rating de 79,4, o mais baixo da carreira.

#### Temporada de 2016
Romo não conseguiu começar a temporada regular de 2016 após sofrer uma fratura de compressão na vértebra L1 durante um jogo de pré-temporada contra o Seattle Seahawks. Ele acabaria perdendo as primeiras 10 partidas do ano, com a posição de titular recaindo sobre Dak Prescott.
Apesar do dono dos Cowboys, Jerry Jones, inicialmente dizer que Romo continuaria com o time uma vez que ele estivesse recuperado, o sucesso de Prescott, seu substituto, e a duração da incapacidade de Romo devido a contusão fez com que ele reconsiderasse essa posição.
Dak Prescott acabaria levando Dallas a oito vitórias seguidas e Romo publicamente cedeu sua posição de quarterback titular para ele, e assumiu o banco de reservas quando retornou ao time na semana 11. Tony Romo estreou na temporada apenas na última semana, em 1 de janeiro de 2017, contra o Philadelphia Eagles. Este seria seu último jogo na liga, lançando um passe para touchdown antes de ser substituído por Mark Sanchez pelo restante da partida.

### Estatísticas
| Ano      | Time     | Jogos | Passando | Passando | Passando | Passando | Passando | Passando | Passando | Passando | Correndo | Correndo | Correndo | Correndo | Sacks | Sacks  | Fumbles | Fumbles  |
| Ano      | Time     | JD    | Cmp      | Ten      | Pct      | Jardas   | J/T      | TD       | Int      | Rtg      | Ten      | Jardas   | Média    | TD       | Sck   | Jardas | Fum     | Perdidos |
| -------- | -------- | ----- | -------- | -------- | -------- | -------- | -------- | -------- | -------- | -------- | -------- | -------- | -------- | -------- | ----- | ------ | ------- | -------- |
| 2003     | DAL      | 0     | 0        | 0        | —        | 0        | —        | 0        | 0        | 0,0      | 0        | 0        | —        | 0        | 0     | 0      | 0       | 0        |
| 2004     | DAL      | 6     | 0        | 0        | —        | 0        | —        | 0        | 0        | 0,0      | 0        | 0        | —        | 0        | 0     | 0      | 0       | 0        |
| 2005     | DAL      | 16    | 0        | 0        | —        | 0        | —        | 0        | 0        | 0,0      | 2        | –2       | –1,0     | 0        | 0     | 0      | 0       | 0        |
| 2006     | DAL      | 16    | 220      | 337      | 65,3%    | 2 903    | 8,6      | 19       | 13       | 95,1     | 34       | 102      | 3,0      | 0        | 21    | 124    | 9       | 3        |
| 2007     | DAL      | 16    | 335      | 520      | 64,4%    | 4 211    | 8,1      | 36       | 19       | 97,4     | 31       | 129      | 4,2      | 2        | 24    | 176    | 10      | 2        |
| 2008     | DAL      | 13    | 276      | 450      | 61,3%    | 3 448    | 7,7      | 26       | 14       | 91,4     | 28       | 41       | 1,5      | 0        | 20    | 123    | 13      | 7        |
| 2009     | DAL      | 16    | 347      | 550      | 63,1%    | 4 483    | 8.2      | 26       | 9        | 97,6     | 35       | 105      | 3,0      | 1        | 34    | 196    | 6       | 4        |
| 2010     | DAL      | 6     | 148      | 213      | 69,5%    | 1 605    | 7,5      | 11       | 7        | 94,9     | 6        | 38       | 6.3      | 0        | 7     | 41     | 0       | 0        |
| 2011     | DAL      | 16    | 346      | 522      | 66,3%    | 4 184    | 8,0      | 31       | 10       | 102,5    | 22       | 46       | 2,1      | 1        | 36    | 227    | 6       | 3        |
| 2012     | DAL      | 16    | 425      | 648      | 65,6%    | 4 903    | 7,6      | 28       | 19       | 90,5     | 30       | 49       | 1,6      | 1        | 36    | 263    | 6       | 3        |
| 2013     | DAL      | 15    | 342      | 535      | 63,9%    | 3 828    | 7,2      | 31       | 10       | 96.7     | 20       | 38       | 1,9      | 0        | 35    | 272    | 4       | 1        |
| 2014     | DAL      | 15    | 304      | 435      | 69,9%    | 3 705    | 8,5      | 34       | 9        | 113,2    | 26       | 61       | 2,3      | 0        | 29    | 215    | 7       | 3        |
| 2015     | DAL      | 4     | 83       | 121      | 68,6%    | 884      | 7,3      | 5        | 7        | 79,4     | 4        | 13       | 3,2      | 0        | 6     | 35     | 1       | 1        |
| 2016     | DAL      | 1     | 3        | 4        | 75%      | 29       | 7.3      | 1        | 0        | 134,4    | 0        | 0        | —        | 0        | 0     | 0      | 0       | 0        |
| Carreira | Carreira | 156   | 2 829    | 4 335    | 65,3%    | 34 183   | 7,9      | 248      | 117      | 97,1     | 238      | 620      | 1,5      | 5        | 248   | 1 672  | 62      | 27       |

## Aposentadoria
Em 4 de abril de 2017, Romo anunciou sua aposentadoria da NFL. Ele foi então formalmente dispensado pelos Cowboys, a seu pedido.
Logo em seguida, ele foi contratado pela CBS Sports para participar das transmissões de jogos da NFL, junto com o narrador Jim Nantz, substituindo Phil Simms, que havia se transferido para o programa The NFL Today (também da CBS). O trabalho de Romo como comentarista recebeu vários elogios, especialmente por sua habilidade, como ex jogador, de prever as jogadas que iriam acontecer e ler as formações defensivas no campo e passar tais informações para o público da televisão, fazendo isso com muito entusiasmo (algo que Simms era criticado por não ter).
Em fevereiro de 2020, Romo renovou seu contrato com a CBS, com o novo acordo valendo até 2022. Foi reportado que seu salário neste período seria de US$ 17 milhões de dólares por ano, que faria dele um dos comentaristas esportivos mais bem pagos do mundo (certamente o mais bem pago na história das transmissões da NFL).

## Recordes e honras

### Recordes no Dallas Cowboys

#### Carreira
- Jogos com 300 ou mais jardas: 46 (recorde anterior de Troy Aikman com 13);

#### Temporada
- Jogos com 300 ou mais jardas: 9 (2012)
- Touchdowns aéreos: 36 (2007); recorde anterior de Danny White com 29;
- Jardas aéreas: 4 903 (2012); único quarterback do Cowboys a lançar para 4 mil ou mais jardas numa temporada (2007 e 2009);
- Passes completados: 405 (2012); o recorde anterior também pertencia a Romo com 335;
- Primeiro jogador da franquia a ter uma média de 300 jardas por jogo em uma temporada (306,4 em 2012);

#### Jogo
- Em 23 de novembro de 2006, Romo lançou 5 TDs em um jogo, um recorde compartilhado com Troy Aikman.

## Honras e prêmios
- 3× All-OVC (2000–2002);
- 3× OVC Player of the Year (2000–2002);
- 3× All-American (2000–2002);
- Prêmio Walter Payton (2002);